# Scotopteryx kettembeili
Scotopteryx kettembeili là một loài bướm đêm trong họ Geometridae.